# 椿町 (阿南市)
椿町（つばきちょう）は、徳島県阿南市の町名。2014年3月31日現在の人口は940人、世帯数は357世帯。郵便番号は〒779-1750。

## 地理
阿南市の南東部に位置し、西は福井町、南は海部郡美波町に接し、北から東は海に面する。
室戸阿南海岸国定公園に属する。文化財には蒲生田のアカウミガメ産卵地（県天然記念物）がある。

### 島嶼
- 野々島
- 舞子島
- ウルメ島

### 山岳
- 明神山
- 愛宕山

### 河川
- 椿川

### 小字
| - 相生野 - 旭野 - 祝野 - 大江 - 大瀬井 - 大曲り - 大深原 - 上地 | - 蒲生田 - 加茂前 - 楠ケ浦 - 楠木 - 黒田 - 香 - 幸野 - 小杭 | - 小島 - 寿 - 小曲り - 五郎丸 - 栄野 - 庄田 - 尻杭 - 地蔵ケ谷 | - 須屋奥 - 須屋西側 - 須屋東側 - 瀬井 - 高岸 - 高瀬 - 宝野 - 谷 | - 田ノ浦 - 谷ノ浦 - 千代野 - 寺前 - 常盤野 - 豊野 - 那波江 - 野々島 | - 浜 - 東野 - 平野 - 平松西側 - 平松東側 - 船瀬 - 舞子 - 丸山 | - 南楠ケ浦 - 宮ケ谷 - 美吉野 - 盛野 - 弥生野 - 八原毛西 - 八原毛東 - 横尾 |  |

## 歴史
江戸期から町村制の施行された1889年（明治22年）にかけては那東郡及び那賀郡の村。
1889年（明治22年）に同郡椿村、1940年（昭和15年）より同郡椿町となる。1955年（昭和30年）より同郡橘町の一部となる。1958年（昭和33年）に阿南市が誕生し、現在の町名となる。

## 施設
- 蒲生田岬
- 椿自然園 - とくしま88景選定。

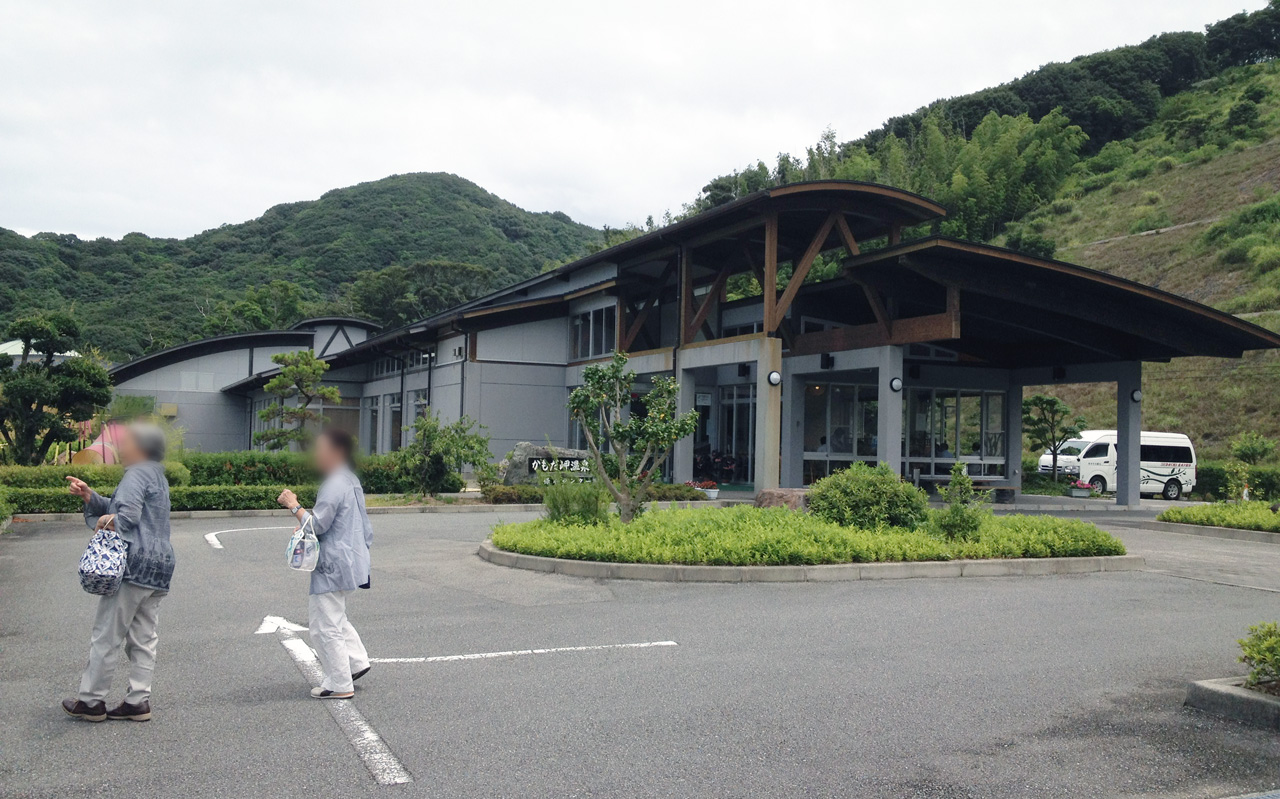
かもだ温泉

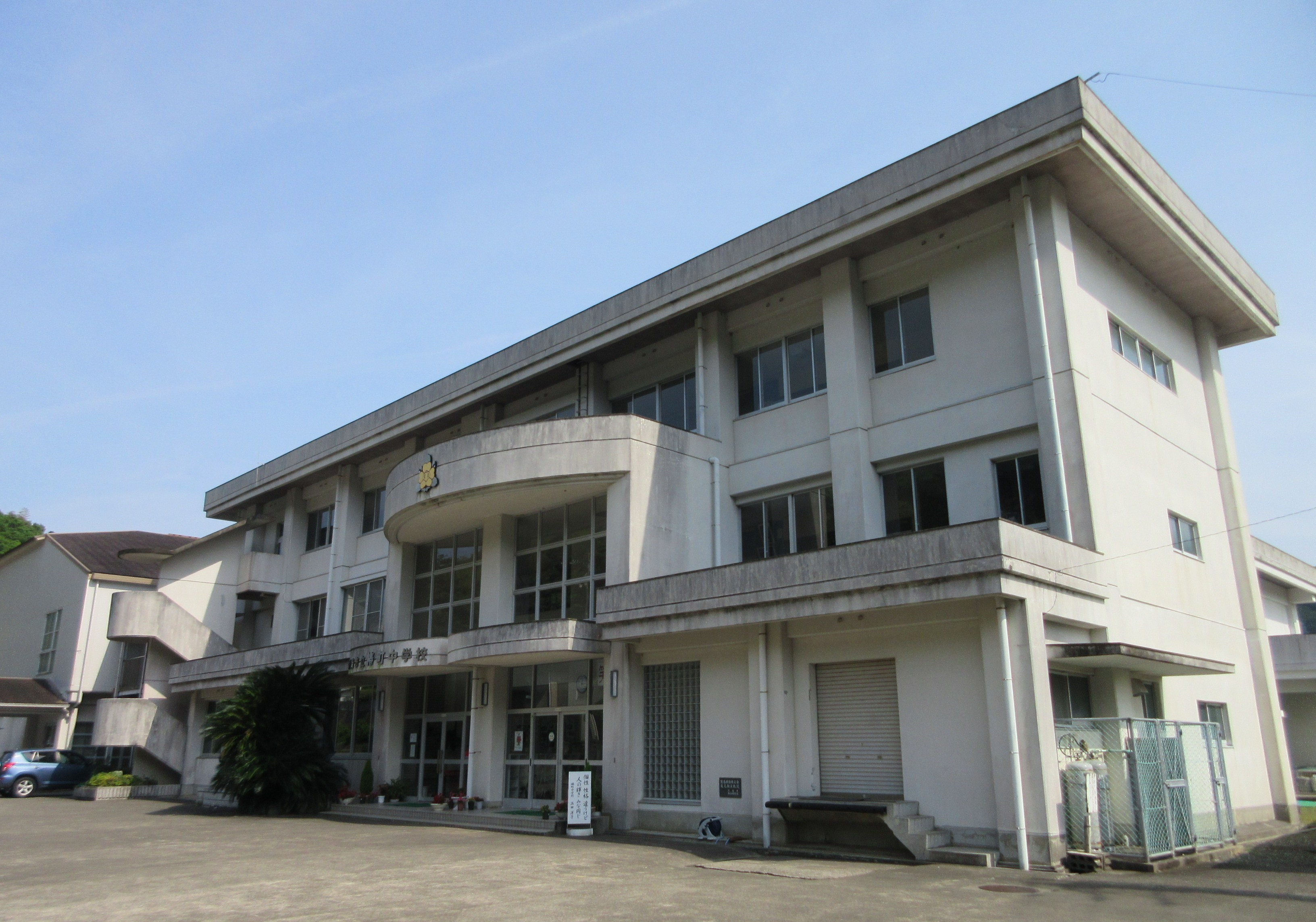
阿南市立椿町中学校

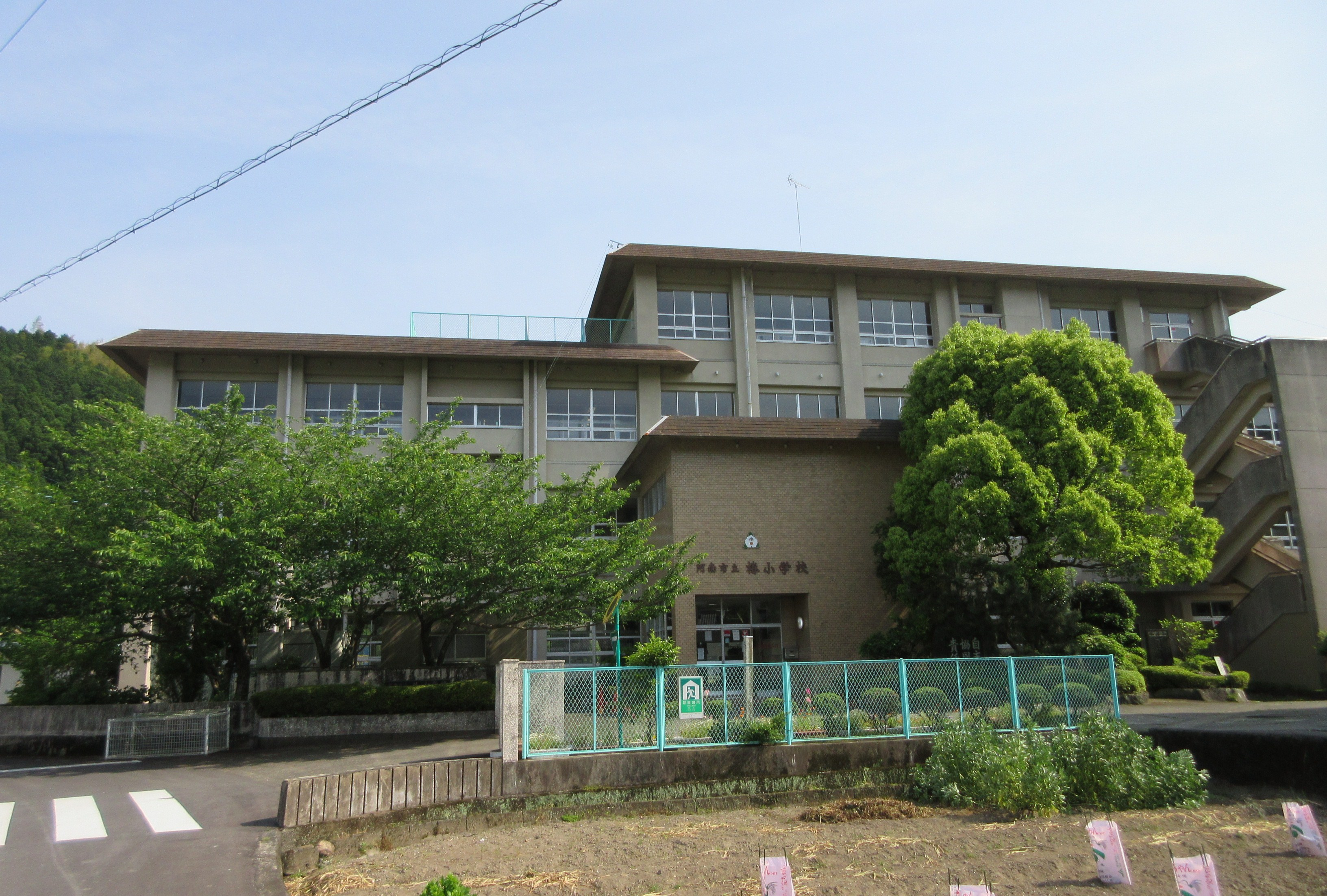
阿南市立椿小学校

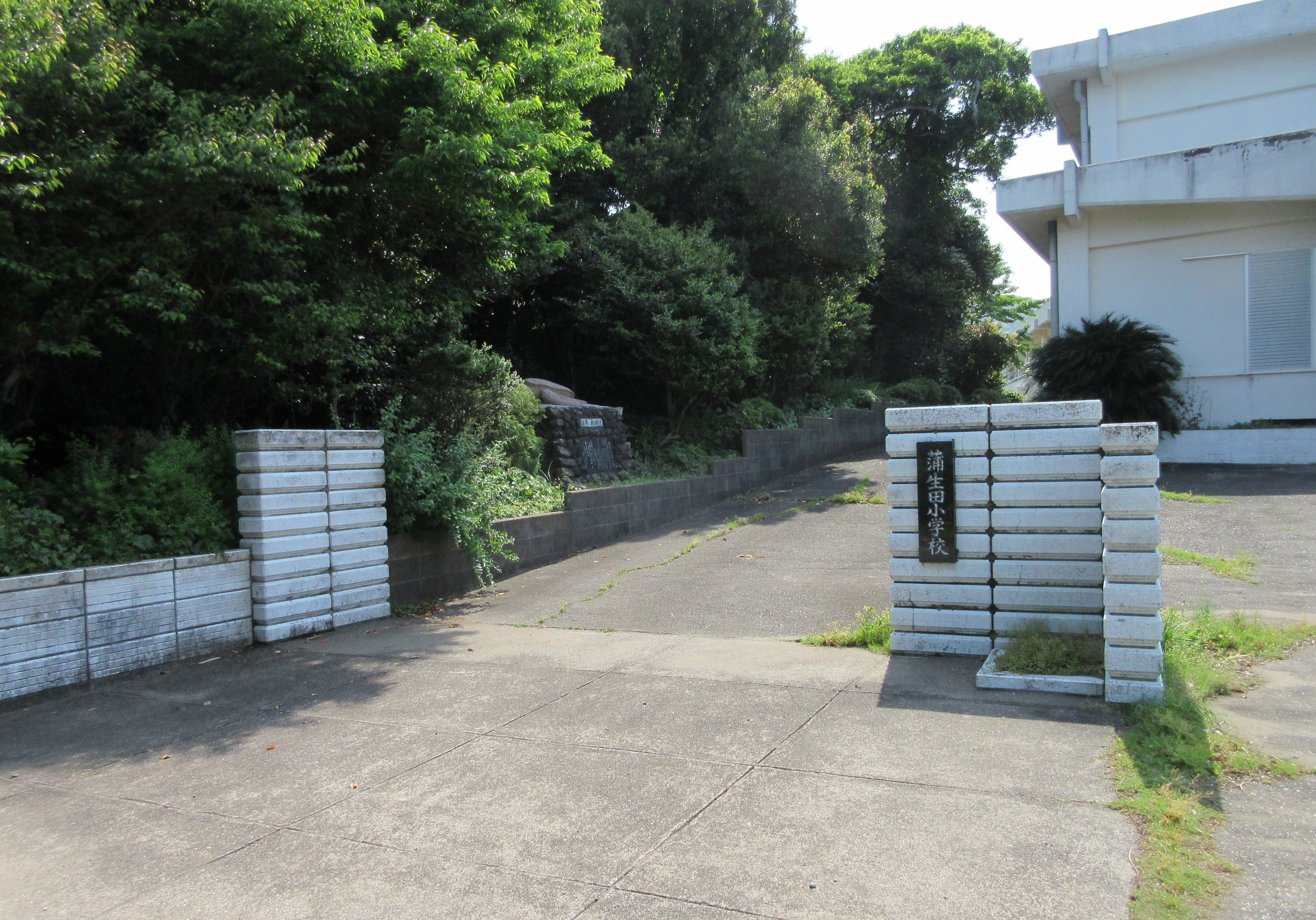
阿南市立蒲生田小学校

- 椿八幡神社 - 国の登録有形文化財に登録。
- 賀立神社
- 宗道神社
- かもだ温泉
- 椿郵便局
- 阿南市立椿町中学校
- 阿南市立椿小学校
- 阿南市立蒲生田小学校（休校中）
- 伊座利峠
- YMCA阿南国際海洋センター
- 蒲生田原子力発電所 - かつて建設が計画されていた施設。

## 交通

### 道路
都道府県道
- 徳島県道26号由岐大西線
- 徳島県道200号蒲生田福井線
- 徳島県道287号福井椿泊加茂前線

### 路線バス
徳島バス
- 小吹川原
- 大瀬
- 堂ノ坂
- 寺内
- 上地
- 働々下
- 横尾